# 湖州市铁路运输
湖州铁路运输，是中华人民共和国浙江省湖州市铁路运输系统。主要包括干线铁路、城际铁路、市域铁路、城市轨道交通四张网，于2020年提出了四网融合的目标。

## 主要项目
2020年，湖州市政府报告提出推进建设沪苏湖高铁、湖杭高铁，开通运营商合杭高铁，开工建设杭德城际铁路，提出了打造轨道上的湖州，谋划宁杭高铁二通道、环太湖轨道交通、湖嘉城际、水乡旅游线、市域和中心城市轨道交通等铁路项目，6月，商合杭高铁通车，沪苏湖高铁正式开建。2021年，提出建设四三二一工程，为“轨道上的湖州”建设行动方案（2021-2025年）计划推进的10个轨道交通项目，其中，如通苏湖城际铁路拥有者之一为浙江如通苏湖城际铁路有限公司，该公司主要控股单位为湖州市轨道交通集团。

### 如通苏湖城际铁路
2021年,如通苏湖城际正式列入发改基础﹝2021﹞811号文国家发展改革委关于印发《长江三角洲地区多层次轨道交通规划》的通知，其浙江段拥有者为湖州市轨道交通建设管理服务中心以及湖州市轨道交通集团主要控股的浙江如通苏湖城际铁路有限公司。2022年，正式开工。

### 沪苏湖高铁
2021年，沪苏湖高铁第一片钢横梁吊装成功。

### 水乡旅游线
2020年，被国家发改委列入近三年长三角城际铁路、市域（郊）铁路开工项目清单。

### 杭德城际铁路
2020年，被国家发改委列入近三年长三角城际铁路、市域（郊）铁路开工项目清单。2023年，该铁路在建设中，该铁路亦为德清县最大的基础设施建设项目。

## 历史
2020年8月，中国共产党湖州市第八届委员会第九次全体会议提出以“轨道上的湖州”引领枢纽门户城市建设，推进湖杭铁路等铁路项目建设。10月，湖州市轨道交通集团成立，该集团助力市委、市政府加快建设“轨道上的湖州”。12月，该集团为轨道上的湖州建设发展进行招标。

2021年，湖州召开轨道上的湖州建设动员大会，再次提出构建干线铁路、城际铁路、市域铁路、城市轨道交通“四网融合”，以及“135”轨道交通圈、“1小时”轨道通勤网等要求。